# 주노 해변
주노 또는 주노 해변은 오버로드 작전 첫날인 1944년 6월 6일 연합군이 독일 점령 하의 프랑스로 침공했을 때 상륙했던 5개의 해변 중 하나였다. 해변은 골드 해변 바로 동쪽에 있는 코르셀에서 소드 해변 서쪽에 있는 생오벵까지 뻗어 있었다. 주노 해변을 점령하는 것은 왕립 해병대와 제3캐나다보병사단이 담당하였는데, 이들은 모두 중령 존 크로커가 지휘하는 영국 제1군단 소속이었다. 왕립 캐나다 해군 소속인 해군 특수 기동대 J가 이들을 엄호했다. 제3캐나다보병사단의 목표는 캉-바이외 도로를 차단하고 캉 서쪽의 카르피케 비행장을 점령하여 골드 해변과 소드 해변을 연결하는 것이었다.
해안가는 제716보병사단이 방어하고 있었고, 캉 근처에서 예비부대로 제21기갑사단의 일부 병력이 주둔하고 있었다.
침공 계획은 제3캐나다사단의 2개 여단이 마이크와 낸으로 불리는 2개의 해변 구역에 상륙하는 것이 요청되었고 생오뱅, 코르셀, 베르니에르에 초점을 맞추었다. 사전의 해상 포격과 공군의 폭격이 해변의 방어 시설과 해안의 거점을 제거함으로써 전투를 수월하게 만들어 줄 것이라 희망했다. 제2캐나다기갑여단과 제79기갑사단의 특수 기갑차량이 근접지원을 제공할 예정이었다. 상륙 지역이 정리되면 제9캐나다보병여단이 예비 대대를 상륙시킨 후 내륙으로 파견될 예정이었다. 왕립 해병대 코만도가 소드 해변의 영국 제3사단과 연락을 취하고, 제7캐나다보병여단은 골드 해변의 제50노섬브리안 보병사단과 상륙 지역을 연결할 예정이었다. 제3캐나다사단의 목표는 카르피케 비행장을 점령하고 캉과 바이외를 잇는 철도선을 해질 무렵에 장악하는 것이었다.
상륙은 독일 제716사단의 강력한 저항을 받았다. 사전 포격은 예상했던 것보다 비효율적이었으며, 거친 날씨가 제1파의 상륙을 07:35까지 지연시켰다. 왕립 위니페그 소총연대와 캐나다 여왕의 소총연대와 같은 몇몇 중대는 첫 상륙의 몇 분 동안 큰 피해를 입었다. 포병과 기갑 중대를 통한 화력 협조, 병력 증원을 통해 연합군은 상륙 2시간 만에 해안 거점 대부분을 정리했다. 제7캐나다보병여단과 제8캐나다보병여단은 08:30부터 상륙을 시작했고, 제9여단은 11:40부터 상륙을 개시했다.
카르피케와 캉-바이외 철도를 잇는 내륙으로의 진격은 혼합적인 결과를 낳았다. 해안의 차량과 병력의 수로 인해 제9여단의 상륙이 지연되었고, 남쪽으로의 공격 또한 이 결과 늦춰졌다. 제7여단은 초기에 거센 반격을 받았지만, 영국 제50사단과 크루엘리에서 만날 수 있었다. 왕립 해병대는 생오뱅에서 거센 저항을 받았고 소드 해변의 영국 제3사단과의 조우에 실패했다. 제8여단은 타일레빌에서 제716보병사단 소속 대대로부터 반격을 받았고, 제9여단은 이른 저녁에 카르피케를 향해 진격하고 있었다. 영국-캐나다 연합군의 전선 내 작전은 21:00에 중지되었고, 캐나다 여왕의 소총연대는 D-Day 당일의 목표에 도달했으며, 제3캐나다보병사단은 디데이 목표보다 더 남쪽의 내륙으로 진격하는데 성공했다.